# Шитов, Виталий Алексеевич (инженер)
Виталий Алексеевич Шитов (1910—1998) — специалист в области экспериментальной аэродинамики, лауреат Сталинской премии (1951).
Родился в г. Буй Костромской губернии и там же учился в средней школе.
Окончил рабфак (1931) и механико-математический факультет МГУ им. М. В. Ломоносова (1936).
С 1936 по 1969 г. на военной службе. Окончил адъюнктуру ВВИА им. проф. Н. Е. Жуковского (1939) и работал там же, С 1940 г. на кафедре аэродинамики: старший инженер, начальник газодинамического отделения, начальник аэродинамической лаборатории, начальник аэродинамической учебно-лабораторной базы. Полковник.
После увольнения из Вооружённых Сил до конца жизни работал в отделе военно-технической информации академии.
Под его руководством был создан комплекс аэродинамических установок сверхзвуковых скоростей, на которых проводились испытания моделей первых советских космических кораблей. Участник работ по созданию комплекса объектов со специальными несущими поверхностями — решетчатыми крыльями.
Кандидат технических наук (1948).
В 1951 г. как руководитель группы по разработке проекта сверхзвуковой аэродинамической трубы ТС-4 был удостоен (в составе авторского коллектива) Сталинской премии (официальная формулировка — за создание строительной конструкции).
Награждён орденом Красного Знамени, двумя орденами Красной Звезды и медалями.